# Novavilla
Novavilla (in sloveno Nova vas) è un paese della Slovenia, frazione del comune di Merna-Castagnevizza.
La località, situata sul Carso a 205,4 metri s.l.m. e a 370 metri dal confine italiano, è nota storicamente per essere stata, assieme all'attigua Opacchiasella, teatro di aspri scontri fra truppe italiane ed austro-ungariche durante la prima guerra mondiale.

## Storia
Dopo la caduta dell'Impero romano d'Occidente, e la parentesi del Regno ostrogoto, a seguito della guerra gotica (553) promossa dall'imperatore Giustiniano I il suo territorio entrò a far parte dei domini bizantini.

Dopo la calata, nel 568, attraverso la valle del Vipacco nell'Italia settentrionale dei Longobardi, seguiti poi da popolazioni slave, entrò a far parte del Ducato del Friuli.
In seguito alla caduta del regno longobardo e alla sua inclusione nei domini Franchi da parte di Carlo Magno, nel 781 entrò nel Regnum Italiae affidato da Carlo al figlio Pipino; nell'803 venne istituita la Marchia Austriae et Italiae che comprendeva il Friuli, la Carinzia, la Carniola e l'Istria. Alla morte di Pipino nell'810, il territorio passò in mano al figlio Bernardo.

Con la morte di Carlo Magno nell'814 la carica imperiale passò a Ludovico I che affidò il Regno d'Italia al suo primogenito Lotario, il quale già nell'828 (dopo aver deposto Baldrico per non aver saputo difendere le frontiere orientali dagli Slavi) divise la parte orientale del Regno, ossia la Marca Orientale (o del Friuli), in quattro contee: Verona, Friuli, Carniola e Istria (comprendente il Carso e parte della Carniola interna).
In seguito al trattato di Verdun, nell'843, il suo territorio entrò a far parte della Lotaringia in mano a Lotario I e più specificatamente dall'846 della Marca del Friuli divenuta nel 951 Marca di Verona e Friuli.
Nel 952 l'imperatore Ottone I obbligò il re d'Italia Berengario II a rinunciare alle contee “Friuli et Istria”, unendole al Impero romano-germanico e subordinandole al ducato di Baviera tenuto dal suo fratellastro Enrico I a cui successe il figlio Enrico II. Nel 976 passò al Ducato di Carinzia appena costituito dall'imperatore Ottone II.
Dal 1027 il suo territorio fece parte del Patriarcato di Aquileia, che da quell'anno venne proclamato da Corrado II, nella dieta di Verona, “feudo immediato dell'impero”, venendo così tolto dalla dipendenza dei duchi di Carinzia; nel 1077 il Patriarcato venne innalzato (e costituito dall'imperatore Enrico IV) a Principato ecclesiastico di Aquileia, che ebbe influenza, mediante apposito diploma emesso lo stesso anno dall'imperatore, anche sulla marca di Carniola e sulla contea dell'Istria (quest'ultima già dal 1040 avente lo status di Marchia et Comitatus Histriae, e dal 1070 ceduta dall'imperatore a Marquardo IV di Eppenstein signore di Gorizia, futuro duca di Carinzia, poi morto nel 1076).
Dall'XI secolo comparvero sulle coste triestine i Duinati, una stirpe di guerrieri germanici, che si stabilirono nei resti della torre romana di Duino; vassalli del vescovo di Pola alla fine del XII secolo avevano terre e Castelli nel Carso tra i golfi di Trieste e di Fiume; inizialmente i rapporti tra i patriarchi e i cavalieri di Duino (vassalli dei primi) furono cordiali, ma successivamente i Duinati strinsero solidi rapporti con i potenti conti di Gorizia, divenendone capitani generali, che mal tolleravano l'influenza di Aquileia nella regione; specialmente Ugone II fu a fianco del conte Alberto di Gorizia in molte circostanze.

Il rapporto tra Duinati e i conti goriziani durò fino al 1337, quando i Duinati dopo essersi riavvicinati ai patriarchi, si allearono ai duchi d'Austria e cioè alla potente famiglia degli Asburgo; il passaggio di alleanza fu dovuto soprattutto all'esigenza di trovarsi un protettore più potente dalle insidie e dai pericoli rappresentati dalla forte ondata espansionista veneziana nell'Adriatico settentrionale che riprese vigore agli inizi del XIV secolo.

Nel 1366 gli Asburgo misero sotto la loro protezione i conti di Duino; la famiglia dei conti di Duino però si estinse nel 1395 con Ugo di Duino e la signoria passò all'Austria che ne investì i signori di Walsee. Duino, assieme ad altri feudi del Carso, fu ceduta alla Carniola nel 1524, a sua volta parte del Circolo austriaco del Sacro Romano Impero.
Con il trattato di Schönbrunn (1809) entrò a far parte delle Province Illiriche.
Col Congresso di Vienna nel 1815 rientrò in mano austriaca nel Regno d'Illiria come frazione del comune di Oppacchiasella (Opatje Selo) prima nel distretto di Duino e poi dal 1825 in quello di Gorizia; sempre nello stesso comune passò poi nel 1849 sotto il profilo amministrativo al Litorale austriaco.
Durante la prima guerra mondiale fu teatro della Sesta battaglia dell'Isonzo e a suo oriente della Settima, dell'Ottava e della Nona battaglia dell'Isonzo.
Dopo la prima guerra mondiale fu annesso al Regno d’Italia e venne congiunto alla provincia di Gorizia sempre come frazione di Opacchiasella.

In seguito all'abolizione della stessa provincia nel 1923, passò alla provincia di Udine; nel 1927 passò alla ricostituita provincia di Gorizia.
Fu soggetto alla Zona d'operazioni del Litorale adriatico (OZAK) tra il settembre 1943 e il maggio 1945 e tra il giugno 1945 e il 1947, trovandosi a ovest della linea Morgan, fece parte della Zona A della Venezia Giulia sotto il controllo britannico-statunitense del Governo Militare Alleato (AMG); passò alla Jugoslavia e quindi alla Slovenia.